# South Park Mexican
Carlos Coy (Houston, Texas; 5 de octubre de 1970) más conocido por su nombre artístico South Park Mexican (a veces estilizado como SPM), es un rapero estadounidense de ascendencia mexicana, fundador de Dope House Records. Su nombre artístico se deriva del vecindario South Park en Houston, Texas, donde se crio.
Coy, su hermano Arthur y un amigo fundaron Dope House Records en 1995; Coy debutó como South Park Mexican ese mismo año con el álbum Hillwood. Su cuarto álbum, The 3rd Wish: To Rock the World, generó el sencillo "High So High".
En 2002, Coy fue declarado culpable de abuso sexual hacia una niña y condenado a 45 años de prisión, y actualmente cumple su condena en la Unidad Ramsey en Rosharon, Texas. Mientras estuvo encarcelado, continuó grabando música.

## Biografía
SPM nació en Houston, Texas en 1970. Su padre era un marino de Falfurrias, Texas; La madre de Coy abandonó la escuela secundaria para casarse con él. Su matrimonio terminó tres años después del nacimiento de Coy. La hermana de Coy, Sylvia, se describió a sí misma como su "madre / hermana". Asistió a varias escuelas primarias, antes de ingresar al programa de música magnet en Welch Middle School. Su familia se mudó del sureste de Houston a South Park, y Coy asistió a Woodson Middle School. El rapero Scarface (Brad Jordan) también asistió a Woodson. Abandono Milby High School en 1987 cuando aún estaba en noveno grado. Obtuvo un GED y se matriculó en San Jacinto Júnior College para un título de asociado de negocios, pero suspendió todas sus clases allí. Luego trabajó en una planta química por un salario mínimo, pero después de estar nuevamente desempleado, trabajó como vendedor de perfumes de puerta a puerta y, finalmente, como vendedor de cocaína.

## Carrera
Comenzó su carrera como un rapero cristiano, pero sintió que al hacerlo se convirtió en un marginado. En 1994, comenzó a rapear y grabar canciones como South Park Mexican y SPM. En 1995,  junto con su hermano Arthur Jr. y su amigo José Antonio Garza de McAllen, Texas, fundaron su propio sello discográfico, Dope House Records. Como South Park Mexican (SPM), lanzó su álbum debut, Hillwood, en marzo de 1995. Promocionó el álbum durante dos años y en 1997 comenzó a trabajar en su segundo álbum. Lanzó su segundo álbum, Hustle Town, en marzo de 1998. El álbum se convirtió en un éxito en la escena del rap underground de Houston.
El 22 de diciembre de 1998, lanzó su tercer álbum, Power Moves: The Table, que atrajo la atención general. El 23 de noviembre de 1999, lanzó su cuarto álbum, "The 3rd Wish: To Rock the World"; su primer sencillo, "High So High" se ubicó en el número 50 en la lista de Bill Rap Hot Track. En febrero de 2000, firmó una empresa conjunta entre su sello y Universal Music Group, que le valió un anticipo de 500 000 $ y una distribución nacional. Universal lanzó tres de los álbumes de Coy: Time is Money y The Purity Album (2000) y Never Change (2001). El álbum de purezaincluyó el sencillo "You Know My Name", que alcanzó el puesto #99 en la tabla de R&B Billboard y #31 en la tabla de rap. En los Houston Press Music Awards de 2000, ganó todas las categorías para las que fue nominado, ganando seis premios: Músico del año, Mejor rap/hip-hop, Compositor del año, Canción del año ("High So High"), y el álbum del año (El tercer deseo: To Rock the World). Su sello, Dope House Records también ganó un premio al Mejor Sello Local. En los premios Houston Press Music Awards, SPM ganó tres premios: Mejor rap/hip-hop; Músico local del año; y Mejor Etiqueta Local (Dope House Records).
Sus lanzamientos universales no ganaron mucha atención general; Jason Birchmeier, de Allmusic, sugirió: "El rap del hardcore de Coy resultó ser demasiado duro para las masas". Su álbum de 2002, Reveille Park, una compilación de estilos libres, fue lanzado por Dope House. Dope House lanzó dos nuevos álbumes que Coy grabó mientras estaba encarcelado: When Devils Strike , lanzado en 2006, debutó en el número 46 en el Billboard 200, y The Last Chair Violinist lo siguió en 2008. Después de una pausa de seis años, lanzó El hijo de Norma el 30 de septiembre de 2014.

## Caso de abuso sexual
El 25 de septiembre de 2001, la policía de Houston arrestó a Coy por un cargo de agresión sexual agravada contra un niño que tenía nueve años, pero fue liberado de la cárcel del condado luego de pagar la fianza. El incidente ocurrió el fin de semana del Día del Trabajo ese año. Un jurado del Condado de Harris, Texas, acusó a Coy el 10 de diciembre de 2001 y agregó otro cargo por un incidente de 1993 cuando supuestamente impregnó a una niña de 13 años que más tarde le exigió pagos de manutención. En marzo de 2002 se presentaron otros dos cargos por agresión sexual a dos niñas de 14 años; Coy fue retenido sin fianza. El juicio de Coy comenzó el 8 de mayo de 2002, cuando la madre de la niña de nueve años testificó que la niña fue abusada en una pijamada. Al día siguiente, la niña testificó que Coy la tocó inapropiadamente cuando estaba durmiendo.
El 18 de mayo de 2002, un jurado de Houston condenó a Coy por agresión sexual agravada a un niño. Fue sentenciado a 45 años de prisión el 30 de mayo y se le ordenó pagar una multa de 10 000. $
A partir de 2017, Coy está encarcelado en la Unidad Ramsey en Rosharon, Texas. Es elegible para libertad condicional en 2024. Su fecha de liberación esta programada para el 8 de abril de 2047, y su número del Departamento de Justicia Criminal de Texas es 01110642. Estuvo encarcelado anteriormente en la Unidad Louis C. Powledge en Palestina, Texas, Unidad de Allred en Wichita Falls, Texas. Hasta el día de hoy mantiene su inocencia en este caso y hay mensajes persistentes de carteles en línea que piden su liberación.

## Discografía
- 1995: "Hillwood"
- 1998: "Hustle Town"
- 1998: "Power Moves: The Table"
- 1999: "The 3rd Wish: To Rock the World"
- 2000: "Time Is Money"
- 2001: "Never Change"
- 2002: "Reveille Park"
- 2006: "When Devils Strike"
- 2008: "The Last Chair Violinist"
- 2014: "The Son of Norma"